# 리사 (태국의 가수)
리사(본명: 라리사 마노반, 본명 태국어: ลลิษา มโนบาล, 1997년 3월 27일~)는 태국의 래퍼, 가수, 댄서, 배우이다. 대한민국의 걸 그룹 BLACKPINK의 멤버이다.
그녀는 2016년 BLACKPINK로 데뷔했으며, 2021년에는 Lalisa로 솔로 데뷔를 했다. Lalisa는 빌보드 핫 100 84위에 진입했다.

## 생애
태국 부리람주 출신으로 출생명은 쁘란쁘리야 마노반(태국어: ปราณปรียา มโนบาล)이었다. 프라파몬트리 학교에서 중등 교육을 마쳤다. 어린 시절부터 리사는 한국의 케이팝에 관심을 보였는데 특히 빅뱅과 2NE1에 관심이 많았다.
4살 때 처음으로 댄스 강좌를 수강한 그녀는 어린 시절 내내 많은 댄스 경연 대회에 참가했다. 2009년 9월 채널 9에서 LG 엔터테인먼트 밀리언 드림 사난 월드 방송에 참가하여 "스페셜 팀"상을 수상했다. 그녀는 또한 2009년 초에 모랄 프로모션 센터가 주최 한 "Top 3 Good Morals of Thailand" 대회에 학교 대표로 노래 경연 대회에 참여해서 2 위를 차지하기도 했다.
2010년 리사는 태국에서 YG 엔터테인먼트가 주최한 오디션을 보았는데, 4,000명의 지원자 중 유일하게 합격했다. 그리고 그녀는 2011년 4월 11일에 YG 엔터테인먼트 역사상 첫 외국인 출신 연습생이 되었다.

### 데뷔 전 활동
2012년 5월 11일 YG 엔터테인먼트는 공식 블로그에 후스 댓 걸?(Who's that girl?)이란 제목으로 리사의 댄스 영상을 게재했다. 공개된 영상에서 그녀는 편안한 차림으로 연습실에서 수준급의 댄스 실력을 선보였다. 이국적인 모습에 16살이라고만 밝혀진 리사에 대해 네티즌들은 많은 궁금증을 자아냈다. 2013년 리사는 태양의 링가링가 뮤직비디오에 백업 댄서로 출연하였다. 그리고 2014년부터 캐주얼 의류 브랜드 노나곤의 모델로 활약했으며, 2016년부터는 YG의 화장품 브랜드 문샷의 메인모델로도 활약했다.

### 데뷔 후 활동

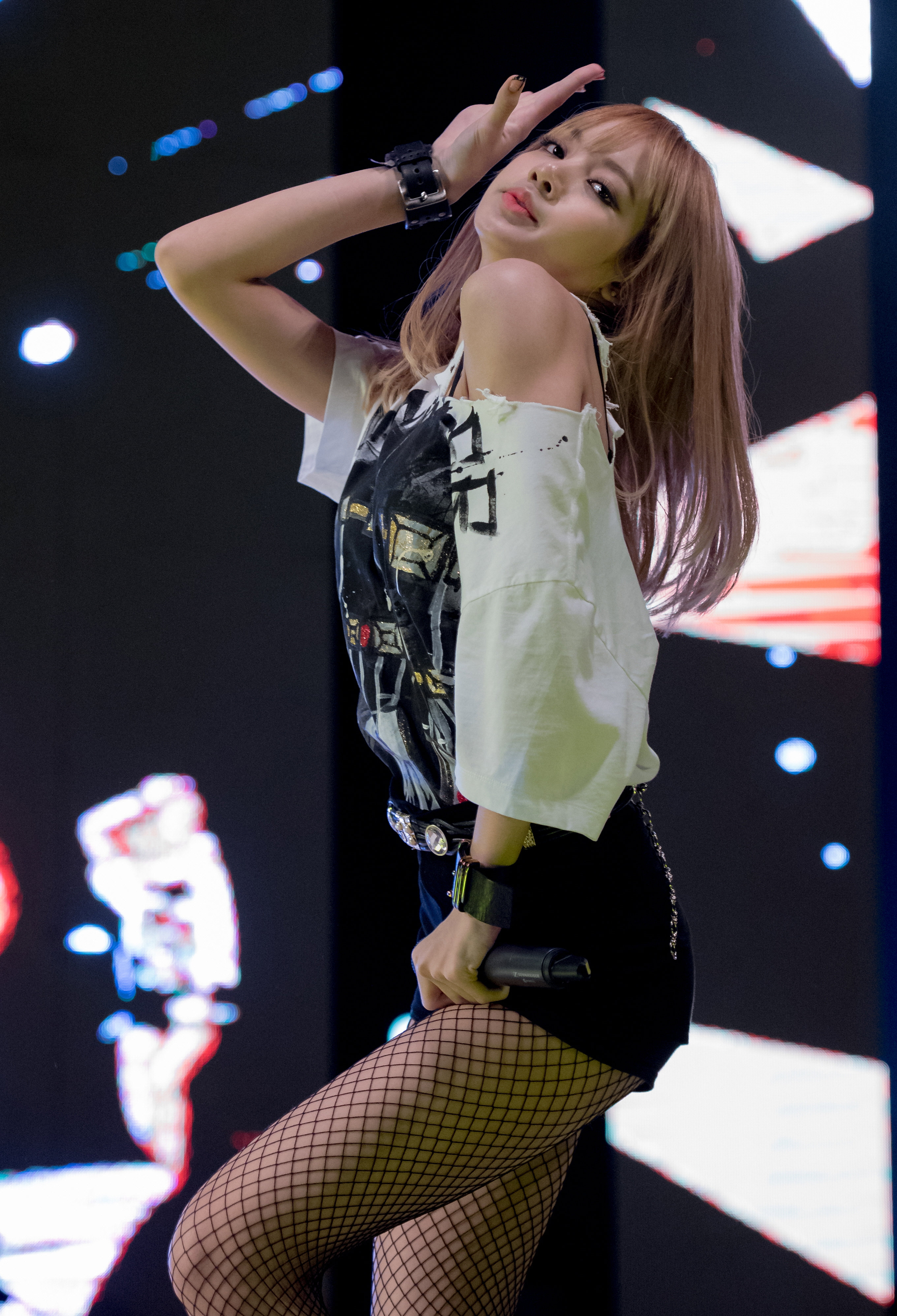
2017년의 리사

리사는 2016년 8월 지난 수 년간 같이 연습생 생활을 했던 지수, 제니, 로제와 함께 그룹 블랙핑크로 가요계에 데뷔하였다. 8월 8일 오후 3시 강남구 도산대로 모스 스튜디오에서 데뷔 기념 쇼케이스를 열고 싱글 앨범 SQUARE ONE과 타이틀곡 '붐바야'와 '휘파람'의 뮤직비디오를 공개했다. 데뷔 음원을 공개한 지 네 시간 만에 신곡 '휘파람'이 대한민국 내 전 음원 순위에서 1위를 차지했다. 그리고 8월 14일 SBS 인기가요를 통하여 방송에 데뷔했다. 블랙핑크는 타이틀 곡 휘파람으로 8월 21일 SBS 인기가요에서 데뷔 2주 만에 1위를 차지해 미쓰에이가 보유한 걸그룹 역대 데뷔 최단기간 1위 기록을 갈아 치웠다. 이후 '휘파람'은 2016년 8월 가온차트 디지털, 다운로드, 스트리밍, 모바일차트 정상에 오르며 4관왕의 쾌거를 누렸다. 그해 11월 1일, 블랙핑크는 두번째 싱글 앨범 SQUARE TWO의 발매와 함께 수록곡 '불장난'과 'STAY'의 뮤직비디오를 공개했다. 그리고 11월 6일 SBS 인기가요에서 '불장난', 'STAY'의 첫 무대를 선보였다. 타이틀곡 불장난은 11월 27일과 12월 4일 2주 연속 SBS 인기가요에서 1위를 차지했다.
블랙핑크는 2017년 6월 22일 싱글 앨범인 마지막처럼으로 복귀하였다. 앨범의 타이틀곡 '마지막처럼'은 SBS 인기가요에서 3주 연속 1위를 기록, 트리플크라운을 달성했다.
2018년 6월 15일 블랙핑크는 첫 EP 앨범 SQUARE UP을 발표하였다. 타이틀 곡 '뚜두뚜두'의 뮤직비디오 유튜브 조회수는 공개 24시간 만에 가장 많은 조회수를 기록한 뮤직비디오 역대 2위에 올랐다. 그리고 '뚜두뚜두'로 7월 8일 SBS 인기가요에서 3주 연속 1위를 달성하며 트리플크라운을 달성하였고 7월 14일 MBC 쇼! 음악중심에서 1위를 차지하며 음악방송 최종 11관왕을 달성하였다.
블랙핑크는 2019년 4월 5일에 두 번째 EP 앨범인 KILL THIS LOVE를 발표했다. 타이틀곡 ‘킬 디스 러브(KILL THIS LOVE)’ 뮤직비디오는 16일 오후 6시 50분에 유튜브에서 2억 뷰를 넘어섰다. 공개 11일 18시간 50분 만의 기록으로 K-pop 그룹 중 최단 시간에 2억 뷰를 돌파했다. 전 세계 모든 가수를 포함해서는 역대 네 번째 성적이다.
2020년 블랙핑크는 'How You Like That', 'Ice Cream', 'Lovesick Girls' 등의 곡이 포함된 첫 정규 앨범 THE ALBUM을 발매하였다. 2021년 9월 10일 세번째 솔로 엘범 'LALISA'가 발매되었다. 타이틀 곡 'LALISA'와 수록곡 'MONEY'로 데뷔했다.
2022년 블랙핑크는 2년 만에 국내 컴백을 했다.
2024년 6월 28일, 'ROCKSTAR'로 3년만에 솔로 컴백했다.

## 음반 작품

### 솔로곡
- LALISA - "LALISA" title (2021)
- ROCKSTAR - ROCKSTAR title (2024)

## 출연 작품

### 텔레비전 프로그램
- 2016년 SBS 《런닝맨》
- 2017년 온 스타일 《매력티비》
- 2017년 온 스타일 《겟 잇 뷰티》
- 2017년 SBS 《박진영의 파티피플》
- 2018년 MBC 《진짜사나이》
- 2020년 SBS 《런닝맨》
- 2020년 JTBC 《아는형님》

### 웹예능
- 2025년 유튜브 《집대성》

### 공연
- 2023년 프랑스 《크레이지 호스》[20]

## 수상 내역

### 가요 프로그램 1위
| 연도            | 수상 내역 (총 1회)                                         |
| --------------- | ---------------------------------------------------------- |
| 2021년 (총 1회) | - LALISA (총 1회) - 9월 17일 KBS2 《뮤직뱅크》 K-Chart 1위 |

### 수상 목록
- 2022년 제11회 가온차트 뮤직 어워즈 뮤빗 글로벌 초이스상

### 수훈
- 대영제국 훈장 명예 구성원(2023년 11월 22일)